# 火成岩
火成岩（igneous rock）又称岩浆岩（magmatic rock），是指岩漿或熔岩冷卻和凝固後（地壳裡喷出的岩浆，或者被熔化的现存岩石）所形成的一種岩石。火成岩是三种主要岩石类型之一，其他两种类型分别是沉积岩和变质岩。现在已经发现700多种岩浆岩，大部分是在地壳裡面的岩石。常見的岩浆岩有花崗岩、安山岩及玄武岩等。
- 玄武岩：是岩漿藉由火山口流出地面、快速冷卻而成。
- 安山岩：是岩漿經緩和噴發而出，快速冷凝形成的。
- 花崗岩：岩漿並不噴出地面，而是在地底下慢慢冷卻形成。

一般來說，岩浆岩易出現於板塊交界地帶的火山區。

## 地质学意义
火成岩和变质岩构成地球地壳的顶部16公里90-95％的体积。其中火成岩占全部的64.7%的体积。
- 它们的矿物和化学结构提供很多关於地壳结构的知识。学者可以从岩浆岩的存在地点，形成的温度和压力条件，以及原有的岩石种类中推断地壳结构。
- 它们的年龄可以从各种各样輻射测量断代法测量，以此和临近地层年代比较，可以推断事件发生顺序。
- 它们的特点通常是一个具体构造环境的典型，允许大地重新构造，可以研究板块构造（见板块构造论）。
- 在一些罕见情况下，它会含有重要矿物，例如，在花岗岩与闪长岩中通常可能有钨，锡和铀。

## 分类方式
火成岩以形成方式、結構、纹理、所含矿物、化学成分和岩体的几何形状分类。其结构包括形成地点、几何形状、包含的矿物粒度等。
许多不同类型火成岩的分类可以向我们提供关于它们在形成条件下的重要信息。用于火成岩的分类有两个重要的变量是粒度尺寸，这在很大程度上取决于冷却历史，和岩石的矿物成分。

### 形成時的深度
- 噴出：在火山爆发後，岩浆喷出地面，再經冷却形成，所以又名喷出岩，由於冷却较快，所以一般形成细粒或玻璃质的岩石。例如：流紋岩、凝灰岩、玄武岩。
- 侵入
  - 淺成岩(火山岩)，是岩浆在地下，侵入地壳内部3-1.5千米的深度之间形成的火成岩，一般为隐晶质，细粒、斑状结构。例如：輝長岩。
  - 深成岩，是岩浆侵入地壳深层3千米以上，缓慢冷却形成的火成岩，一般为全晶质粗粒结构。例如：花崗岩。

### 以酸性和基性分類
前者主要來自隱沒帶下熔化的地殼，二氧化矽含量較高，金屬氧化物含量較少，故較淺色；後者主要來自於張裂性板塊邊界上湧出的地幔岩漿，性質相反。
- 例如：花崗岩和輝長岩、流紋岩和玄武岩。

## 结构和构造
岩浆岩最明显的分别是纹理，主要与组成結晶顆粒的大小和形状相关。

### 粒度
根据結晶顆粒的大小，岩浆岩分成五类：
1. 偉晶岩：有非常大的颗粒
2. 晶岩：只有大的颗粒
3. 斑晶：在一堆微小颗粒中出現一些較大的結晶顆粒
4. 隱晶質：只有小颗粒
5. 玻璃質：没有颗粒結晶

### 晶体结构
晶体形状也是纹理的一个重要因素，以此分成三类：
- 全形：晶体形状完全保存
- 半形：晶体形状部分保存
- 他形：认不出晶体方向

其中以第3项居多。

### 构造
- 块状结构和条带状结构：常见于各类侵入岩。
- 流纹结构：常见于酸性喷出岩。
- 气孔结构和杏仁结构：常见于基性喷出岩。
- 枕状结构：常见于海底基性喷出岩。

## 化学成分
岩浆岩的主要化学成分有SiO2、Al2O3、Fe2O3、FeO、MgO、CaO、Na2O、K2O和H2O等氧化物。其中SiO2含量最多，其含量多少直接影响矿物成分的变化，并直接影响岩浆岩的性质。

### 二氧化矽的含量
- 酸性火成岩含量>66%
- 中性火成岩含量66%~52%
- 基性火成岩含量52%~45%
- 超基性火成岩含量45%~40%

### 石英、碱长石和似长石的含量
- 长英质：含量很高，一般颜色较浅，密度较低。
- 铁鎂质：含量低，颜色深，而且密度较高。

### Na2O+K2O和二氧化硅的含量
- 鹼性岩：Na2O+K2O含量高，二氧化硅的含量較低。
- 次鹼性岩：Na2O+K2O含量低，二氧化硅的含量較高。

## 分類
| 二氧化硅含量 | 二氧化硅含量 | 二氧化硅含量 | 酸性       | 酸性       | 中性       | 中性       | 基性       | 超基性               |            |            |
| 二氧化硅含量 | 二氧化硅含量 | 二氧化硅含量 | >72%       | 72%~66%    | 66%~52%    | 66%~52%    | 52%~45%    | 45%~40%              |            |            |
| 镁铁含量     | 镁铁含量     | 镁铁含量     | 長英質     | 長英質     | 長英質     | 長英質     | 鐵鎂質     | 高鐵鎂質             |            |            |
| 色率         | 色率         | 色率         | 浅色       | 浅色       | 中色       | 中色       | 暗色       | 暗色                 |            |            |
| 侵入岩       | 深成岩       | 極粗粒       | 偉晶岩     | 偉晶岩     | 偉晶岩     | 偉晶岩     | 偉晶岩     | 玻基輝橄岩           | 玻基輝橄岩 | 玻基輝橄岩 |
| 侵入岩       | 深成岩       | 粗粒 >5mm    | 花崗岩     | 花崗閃長岩 | 闪長岩     | 闪長岩     | 辉绿岩     | 輝石岩 橄榄岩 斜長岩 |            |            |
| 侵入岩       | 深成岩       | 中粒 1~5mm   | 花崗岩     | 花崗閃長岩 | 闪長岩     | 闪長岩     | 辉绿岩     | 輝石岩 橄榄岩 斜長岩 |            |            |
| 侵入岩       | 深成岩       | 細粒 <1mm    | 花崗岩     | 花崗閃長岩 | 闪長岩     | 闪長岩     | 輝長岩     | 輝石岩 橄榄岩 斜長岩 |            |            |
| 侵入岩       | 浅成岩       |              | 细晶岩     | 细晶岩     |            |            | 辉绿岩     | 金伯利岩 钾镁煌斑岩  |            |            |
| 喷出岩       | 火山熔岩     | 隐晶質       | 流纹岩     | 英安岩     | 安山岩     | 安山岩     | 玄武岩     | 苦欖岩               |            |            |
| 喷出岩       | 火山熔岩     | 多孔状       | 浮岩       | 浮岩       | 浮岩       | 火山渣     | 火山渣     |                      |            |            |
| 喷出岩       | 火山熔岩     | 玻璃質       | 黑曜岩     | 黑曜岩     | 黑曜岩     | 黑曜岩     | 黑曜岩     |                      |            |            |
| 喷出岩       | 火山碎屑岩   | 粗粒         | 集块岩     | 集块岩     | 集块岩     | 集块岩     | 集块岩     |                      |            |            |
| 喷出岩       | 火山碎屑岩   | 中粒         | 火山角砾岩 | 火山角砾岩 | 火山角砾岩 | 火山角砾岩 | 火山角砾岩 |                      |            |            |
| 喷出岩       | 火山碎屑岩   | 细粒         | 凝灰岩     | 凝灰岩     | 凝灰岩     | 凝灰岩     | 凝灰岩     |                      |            |            |